# Friedrich Platzer
Friedrich Platzer (26 de Outubro de 1914 - KIA, 17 de Março de 1942) foi um piloto alemão da Luftwaffe durante a Segunda Guerra Mundial. Voou 387 missões de combate, nas quais destruiu quatro navios cargueiros, danificou um navio de guerra, um cruzador e dois contratorpedeiros, e destruiu ainda seis tanques.